# Route nationale 8bis
La route nationale 8BIS, ou RN 8BIS, était une route nationale française reliant Marseille à Pourcieux.
Elle a été créée par la loi du 14 mai 1837.
À la suite de la réforme de 1972, elle a été déclassée en RD 908 sauf entre Trets et Pourcieux où elle est devenue la RD 6.

## Ancien tracé (D 908 & D 6)
- Marseille-Centre 43° 18′ 10″ N, 5° 23′ 48″ E
- Marseille-la Rose 43° 19′ 41″ N, 5° 25′ 31″ E
- Plan-de-Cuques 43° 20′ 45″ N, 5° 27′ 42″ E
- Auberge-Neuve (commune de Cadolive) 43° 23′ 35″ N, 5° 33′ 05″ E
- Peynier 43° 26′ 49″ N, 5° 38′ 23″ E
- Trets D 6 43° 26′ 50″ N, 5° 41′ 08″ E
- Pourcieux 43° 28′ 34″ N, 5° 45′ 39″ E